# (85121) Loehde
(85121) Loehde (1976 KF3) – planetoida z pasa głównego asteroid okrążająca Słońce w ciągu 3,5 lat w średniej odległości 2,3 j.a. Odkryta 27 maja 1976 roku.